# Saint-Pierre-les-Étieux
Saint-Pierre-les-Étieux ist eine französische Gemeinde mit 744 Einwohnern (Stand: 1. Januar 2022) im Département Cher in der Region Centre-Val de Loire; sie gehört zum Arrondissement Saint-Amand-Montrond und zum Kanton Dun-sur-Auron. 

## Geografie
Saint-Pierre-les-Étieux liegt etwa 32 Kilometer südsüdöstlich von Bourges am Canal de Berry. Umgeben wird Saint-Pierre-les-Étieux von den Nachbargemeinden Arpheuilles im Norden, Charenton-du-Cher im Osten, Coust im Süden, Colombiers im Südwesten sowie Saint-Amand-Montrond im Westen.

## Bevölkerungsentwicklung
| Jahr                       | 1962 | 1968 | 1975 | 1982 | 1990 | 1999 | 2006 | 2019 |
| Einwohner                  | 882  | 833  | 692  | 636  | 759  | 791  | 728  | 742  |
| Quellen: Cassini und INSEE |      |      |      |      |      |      |      |      |

## Sehenswürdigkeiten
- Kirche Saint-Pierre aus dem 12. Jahrhundert, seit 1925 Monument historique
- Herrenhaus, seit 1931 Monument historique

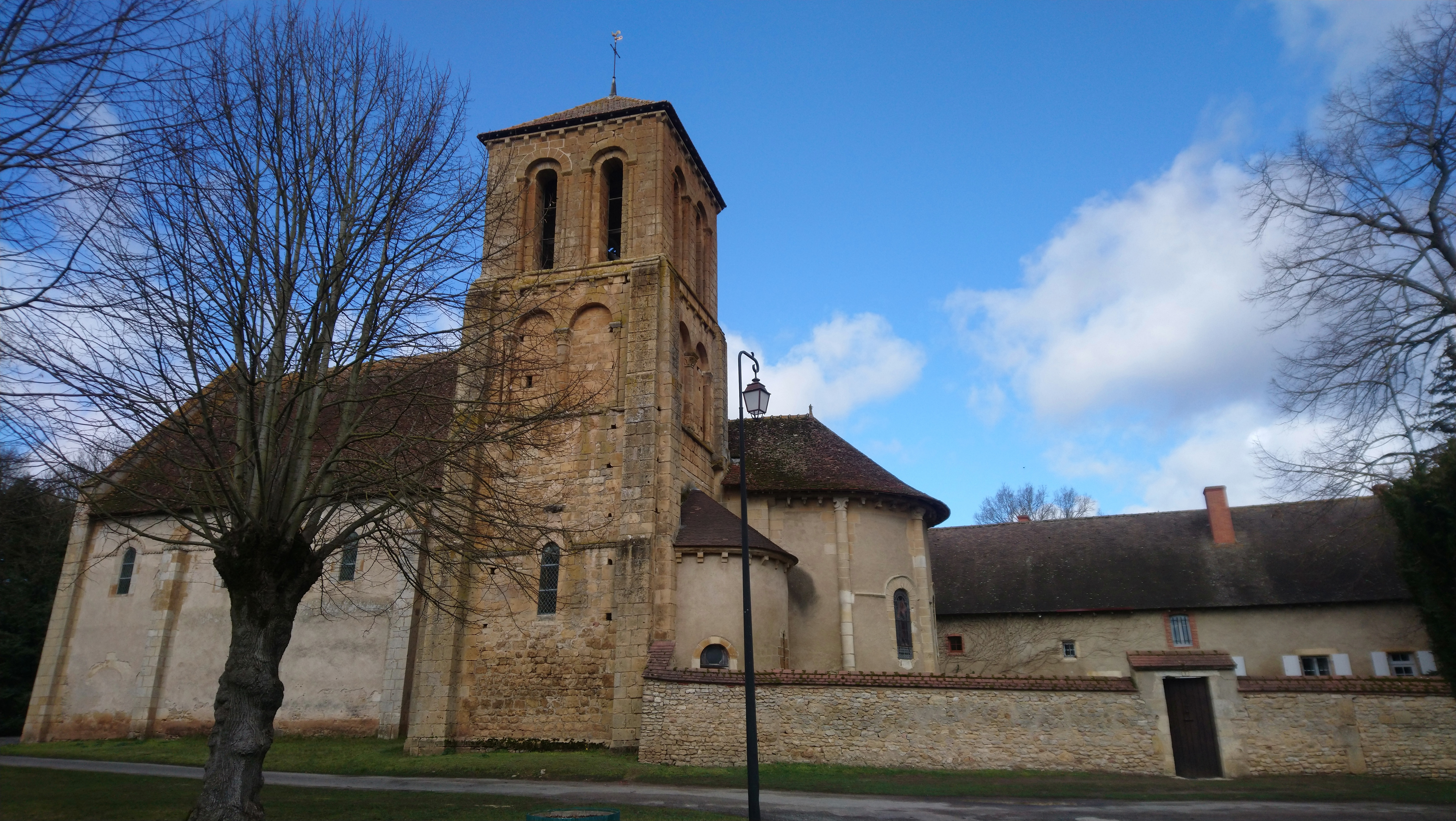
Kirche Saint-Pierre